# E-Mail-Loop
E-Mail-Loop ist eine aus dem Englischen entlehnte Bezeichnung für eine Schleife (engl.: loop), in der eine E-Mail endlos weitergeleitet wird.
E-Mail-Loops treten beispielsweise auf, wenn zwei E-Mail Adressen aufeinander weitergeleitet werden.
Beispiel:
- anton@example.com   –weitergeleitet-auf→   berta@example.com
- berta@example.com   –weitergeleitet-auf→   anton@example.com

Wird jetzt eine E-Mail an anton@example.com oder berta@example.com geschickt, entsteht ein E-Mail-Loop, in dem die E-Mail endlos zwischen den beiden Adressen hin- und hergeschickt wird – sofern weitere Maßnahmen dies nicht verhindern.
Solche E-Mail-Loops sind nicht auf zwei Adressen beschränkt, sondern können sich theoretisch über beliebig viele Weiterleitungen erstrecken. Dann ist die Schleife für keinen der beteiligten Betreuer offensichtlich. Besonders problematisch sind E-Mail-Loops, wenn eine der beteiligten Adressen an eine Mailingliste oder einen E-Mail-Verteiler weitergeleitet wird.

## Erkennung von E-Mail-Loops
In der Regel lassen sich E-Mail-Loops an auffällig gestiegenem E-Mail-Verkehr (Volumen und Anzahl) oder ungewöhnlich hoher Auslastung eines Mailservers erkennen. Ist im E-Mail-Loop ein E-Mail-Verteiler enthalten, bemerken die nicht an der Endlosschleife beteiligten Empfänger das Problem in der Regel recht schnell an sehr vielen gleichen, in kurzen Zeitabständen eintreffenden E-Mails.

## Gegenmaßnahmen
Die meisten Mailserver verfügen über Mittel, mit denen E-Mail-Loops erkannt und unterbrochen werden können. So wird in der Regel eine E-Mail nicht weitergeleitet, wenn sie zuvor bereits über eine bestimmte Anzahl von Mailservern weitergeleitet wurde (erkennbar an den Received Headern) oder wenn der empfangende Mailserver erkennt, dass er diese Mail bereits zuvor an denselben Empfänger zugestellt hat.
Dass es dennoch zu E-Mail-Loops kommt, die nicht automatisch unterbrochen werden, liegt vor allem an unzulänglichen Konfigurationen der Mailserver oder an Software, die die Gefahr von E-Mail-Loops entweder gar nicht oder nicht hinreichend berücksichtigt. Betroffen sind oft Autoresponder, die dem Absender eine Nachricht zustellen (z. B. Abwesenheit wg. Urlaub), obwohl die erhaltene Nachricht bereits selbst ein Autoreply ist (dann unterhalten sich zwei Auto-Responder) oder Mailing-Listen, bei denen Received-Header automatisch entfernt werden und so eine automatische Loop-Erkennung (siehe oben) unmöglich machen.